# Longieren mit Hund

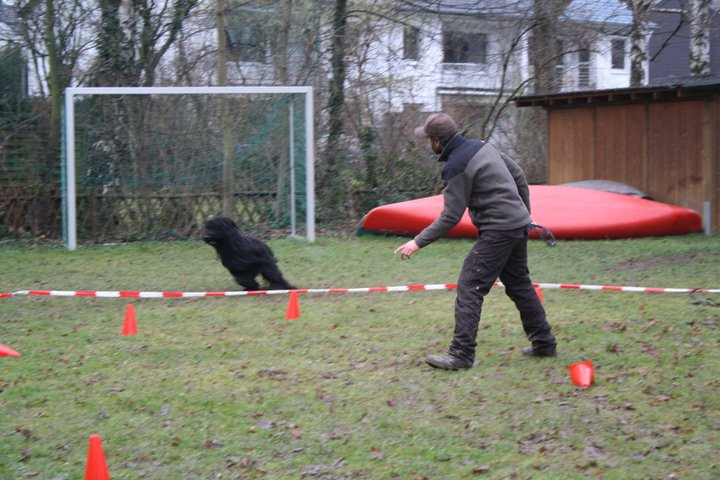
Hundeführer mit Hund beim Longiertraining

Das Longieren mit Hund oder Longiertraining ist eine Trainingsform, bei der der Hund außen um einen Kreis läuft und dabei den Kommandos des Hundeführers folgt. Anhänger sehen darin eine Möglichkeit, die Bindung und Kommunikation zwischen Hund und Mensch (Hundeführer) herzustellen, zu verbessern und zu festigen.

## Herkunft
Die Herkunft des Longiertrainings ist unbekannt, heute gibt es dazu mehrere Theorien: Möglicherweise stammt es aus dem Pferdetraining, wo beim Longieren das Pferd vom Menschen an einen langen Zügel im Kreis geführt wird. Alternativ ist eine Herkunft aus dem Hütetraining denkbar. Hier werden die Schafe bei Beginn der Ausbildung rund eingepfercht und der Hund lernt, diesen Pferch zu umkreisen.

## Ausführung

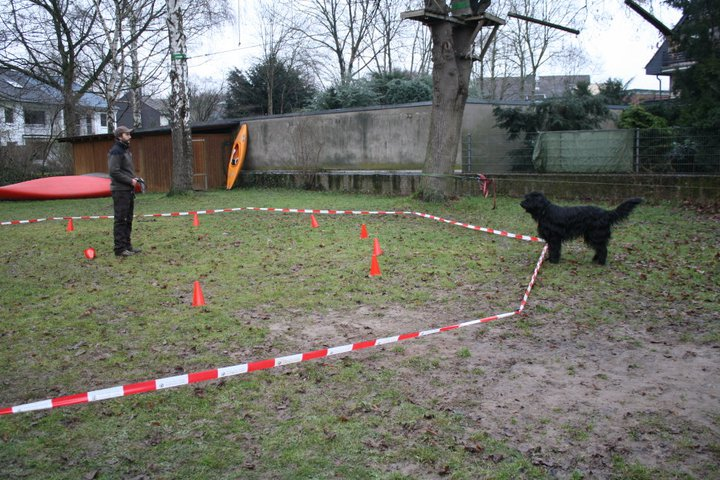
Stop auf Distanz durch Körpersprache des Hundeführers

Das Longieren erfolgt an einem abgesteckten Kreis, dessen Durchmesser je nach Größe des Hundes etwa 10 bis 30 Meter beträgt. Der Hundeführer bewegt sich im Inneren des Kreises, der Anfängerhund wird an einer Leine geführt. Im Verlauf des Trainings lernt der Hund, sich ausschließlich außerhalb des Kreises zu bewegen und dabei auf die – in erster Linie körpersprachlich gegebenen – Signale des Hundeführers zu achten. Zum Aufbau dieses Verhaltens existieren verschiedene Ansätze (restriktiv aufgebaute Tabuzone Innenkreis, Klickertraining). Bei allen Formen des Trainingsaufbaus wird Wert darauf gelegt, dass der Hund agiert und für richtiges Verhalten bestätigt wird (→ Konditionierung). In Erwartung der Bestätigung beginnt der Hund den Hundeführer genau zu beobachten. Er muss herausfinden, welches Verhalten für die Bestätigung nötig ist und wird nicht gelockt.
Der Hundeführer begibt sich mit fortschreitendem Training immer näher zum Kreiszentrum. Ziel des Trainings ist es, dass der Hund lernt, auch auf Distanz auf Signale des Menschen zu achten und entsprechend zu reagieren.
In fortgeschrittenen Trainingsphasen werden Kommandos eingebaut, wird die Leine weggelassen, sogar der sichtbare Kreis wird abgebaut (Freies Longieren). Auch die Arbeit an zwei Longierkreisen ist verbreitet. Es existieren auch sportliche Wettbewerbe.

## Effekte
Anhänger des Longiertrainings machen geltend, dass es eine hohe Konzentration bei Hund und Hundeführer erfordere und schule. Beide lernen ihre Aktionen zu koordinieren und wechselseitig ihre Körpersprache zu beobachten und darauf zu reagieren. Auf diese Weise habe das Longiertraining eine hohe motivierende Wirkung, verbessere die Distanzarbeit und die Bindung. Es kann allerdings auch dazu führen, dass der Hund ohne Sichtkontakt zum Hundeführer nicht (mehr) selbständig arbeitet und ist deshalb beispielsweise für Rettungshunde als Training ungeeignet. Longiertraining stellt besonders für den Hund neben der geistigen auch eine körperliche Auslastung dar.